# Rhaphidophora megasperma
Rhaphidophora megasperma är en kallaväxtart som beskrevs av Adolf Engler. Rhaphidophora megasperma ingår i släktet Rhaphidophora och familjen kallaväxter. Inga underarter finns listade.